# الصفصافه، حماة
الصفصافه (به عربی: الصفصافة) یک روستا در سوریه است که در ناحیه زیاره واقع شده‌است. الصفصافه ۶۷۶ نفر جمعیت دارد.